# Xerohippus alkani
Xerohippus alkani är en insektsart som beskrevs av Karabag 1953. Xerohippus alkani ingår i släktet Xerohippus och familjen gräshoppor. Inga underarter finns listade i Catalogue of Life.